# 히가시보조 가즈코
히가시보죠 카즈코(일본어: 東坊城 和子 ひがしぼうじょう かずこ[*], 1782년 (덴메이 2년) - 1811년 (분카 8년 4월))는 고카쿠 천황의 나이시노죠이다. 아버지는 시키부노다이스케 히가시보죠 마스나가이다. 스가와라 카즈코(菅原和子)로도 불리기도 한다. 신나이시(新内侍)로 칭했다. 법호는 후메이코인(普明光院)이다.

## 생애
시키부노다이스케 히가시보죠 마스나가의 차녀로 태어났다. 후에, 고카쿠 천황의 나이시노죠가 되어, 신나이시(新内侍)로 칭했다.
1810년 (분카 7년), 카츠라노미야 타케히토 친왕을 낳고, 이듬해 1811년 (분카 8년)에 황녀 (레이묘신인노미야(霊妙心院宮))를 출산하고 사망했다. 30살의 젊은 나이였다. 법호는 후메이코인(普明光院)이다. 카즈코의 사후, 교토부 교토시의 카미고료 신사에 화광명신(和光明神)으로 모셔졌다.